# كويزي زنجفري
كويزي زنجفري (الاسم العلمي: Cantharellus cinnabarinus) هو نوع من الفطريات يتبع جنس الكويزي من فصيلة الكويزية.